# Floddaybeg
Pour les articles homonymes, voir Flodday.
Floddaybeg est une île du Royaume-Uni située en Écosse.